# Léon Hoyez
Léon Hoyez, né  le 13 juin 1886 à Arras et mort le 19 juin 1963 à Nice, est un architecte français d’Arras.

## Biographie

### Enfance et famille
Léon Henri Hoyez naît le 13 juin 1886 à Arras du mariage d'Henri Louis François Hoyez, entrepreneur de peinture, et de Félicie Joséphine Julie Poivro. Le 9 avril 1910 à Avion (Pas-de-Calais), ils ont également une fille, Jeanne.
Il épouse Fernande Élise Pécriaux.
En 1912, Il habite villa Les Fleurs au 44, rue Saint-Jean et en 1930, avenue de la Paix au Touquet-Paris-Plage.

### Parcours professionnel
En 1925, au Touquet-Paris-Plage, Léon Hoyez reprend l'agence de l’architecte Arsène Bical à la mort de celui-ci.
Il est architecte agréé des départements du Nord et du Pas-de-Calais, expert près les tribunaux, il est admis au Salon des artistes français.
Il est élu à la Société académique du Touquet-Paris-Plage le 8 septembre 1930.

### Mort
Léon Hoyez meurt à Nice le 19 juin 1963 à l'âge de 77 ans.

## Réalisations architecturales
Léon Hoyez est l'architecte au Touquet-Paris-Plage :
- en 1927, des 18 magasins de l'avenue du Verger[5], à noter qu'Albert Pouthier a eu ses bureaux au-dessus d'un de ces magasins ;
- en 1930, de la villa Rosallen[6], 34, avenue de la Reine-Victoria; reconstruite par Léon Saxer en 1950;
- en 1931, du Golf Club House, avenue du Golf[7] ;
- des villas : Danica (angle de l'avenue du Maréchal-Foch et de l'avenue du Maréchal-Joffre)[8], Les Ibis[9] (41, boulevard Daloz)[7], de l'extension, dans les années 1920, de Panjo (avenue de Deauville)[10],[7],[PC 1], Serraval (avenue des Pins)[PC 2],[8],[7], Sunny Corner (avenue du Général de Gaulle)[11],[PC 3],[7],[12]

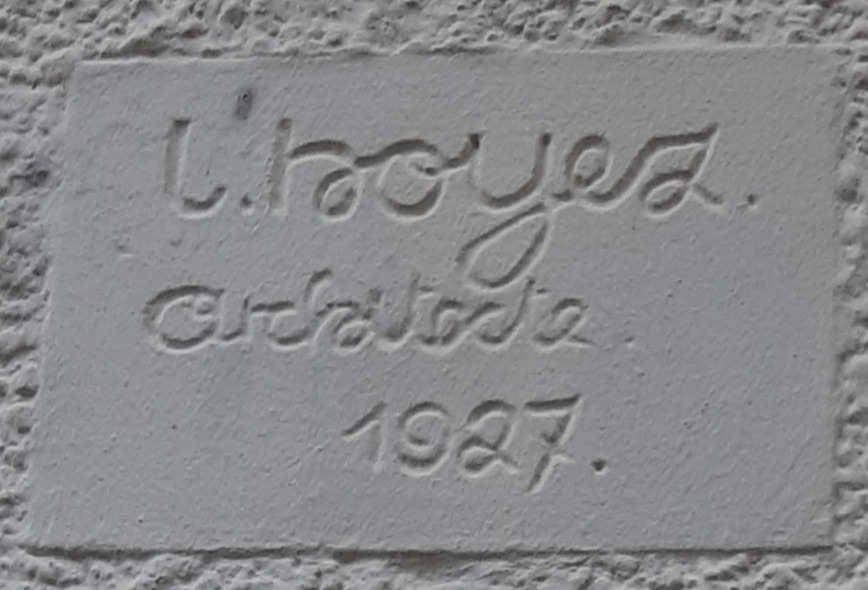
Plaque Léon Hoyez villa Panjo.

## Distinctions
Il est fait officier d'Académie en 1929 et nommé chevalier de la Légion d'honneur en 1930.

## Pour approfondir

### Ouvrages
- Patricia Crespo, Les Noms de nos villas racontent..., avril 1993,  (ISBN 2-95075-710-3)

1. ↑  p. 33.
2. ↑  p. 36.
3. ↑  p. 48.

### Autres sources

#### Journal municipalLe Touquet Magazine
1. ↑  décembre 1997, page 13.